# Славчо Ковилоски
Славчо Ковилоски (Скопље, Југославија, 1978) је македонски песник, прозаист, историчар књижевности и научни истраживач на Институту за македонску књижевност на Универзитету „Св. Ћирила и Методија“ у Скопљу.

## Биографија
Дипломирао је на Филозофском факултету Универзитета у Скопљу. Аутор је бројних есеја, чланака и радова из области историје књижевности и културних студија. Био је главни уредник часописа „Савременост“.
Превођиван је на неколико европских језика.

## Награде
Добитник је бројних награда, међу којима су награде за наука: „Гоце Делчев“ и „3 Ноември“ и за поезију: „Григор Прличев“ и „Јован Котески“

## Познатија дела
- Ја сам опасан, Темплум, Скопље, 2007 (роман)
- Краљевић Марко или Син Вукашина (монодрама); На Нож (монодрама), Скопље, 2010
- Сањање, Макавеј, Скопље, 2011 (роман)
- Син Краља, Современост, 2011 (роман)
- Лоша тетка и друге приче, Македонија презент, Скопље, 2013, (приче)
- Барутна поезија, Бран, Струга, 2015 (поезија)